# تنصيب ملك هولندا

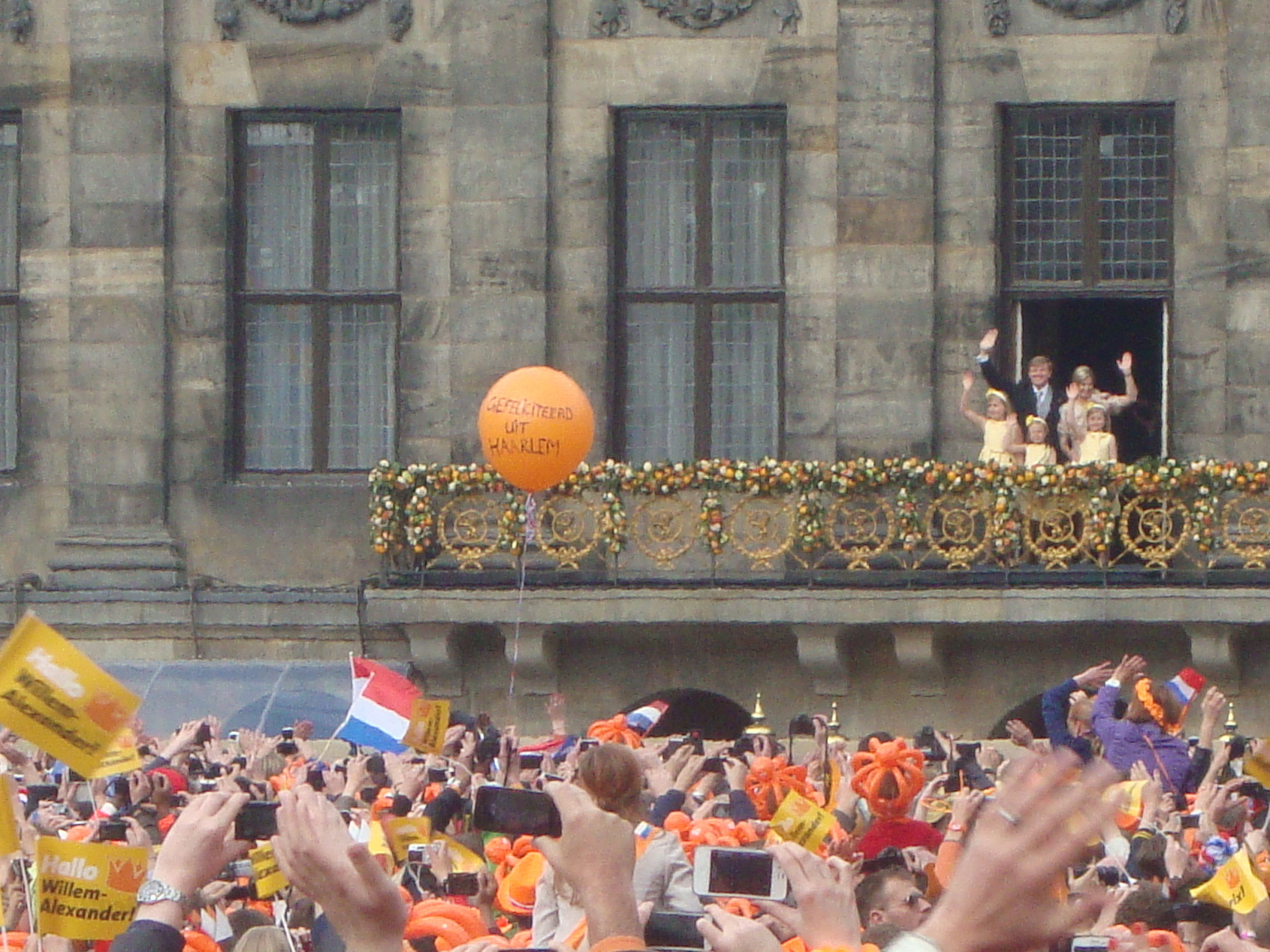
الملك فيليم الكسندر وأسرته، يوم تنصيبه في 30 أبريل، 2013 في القصر الملكي بأمستردام

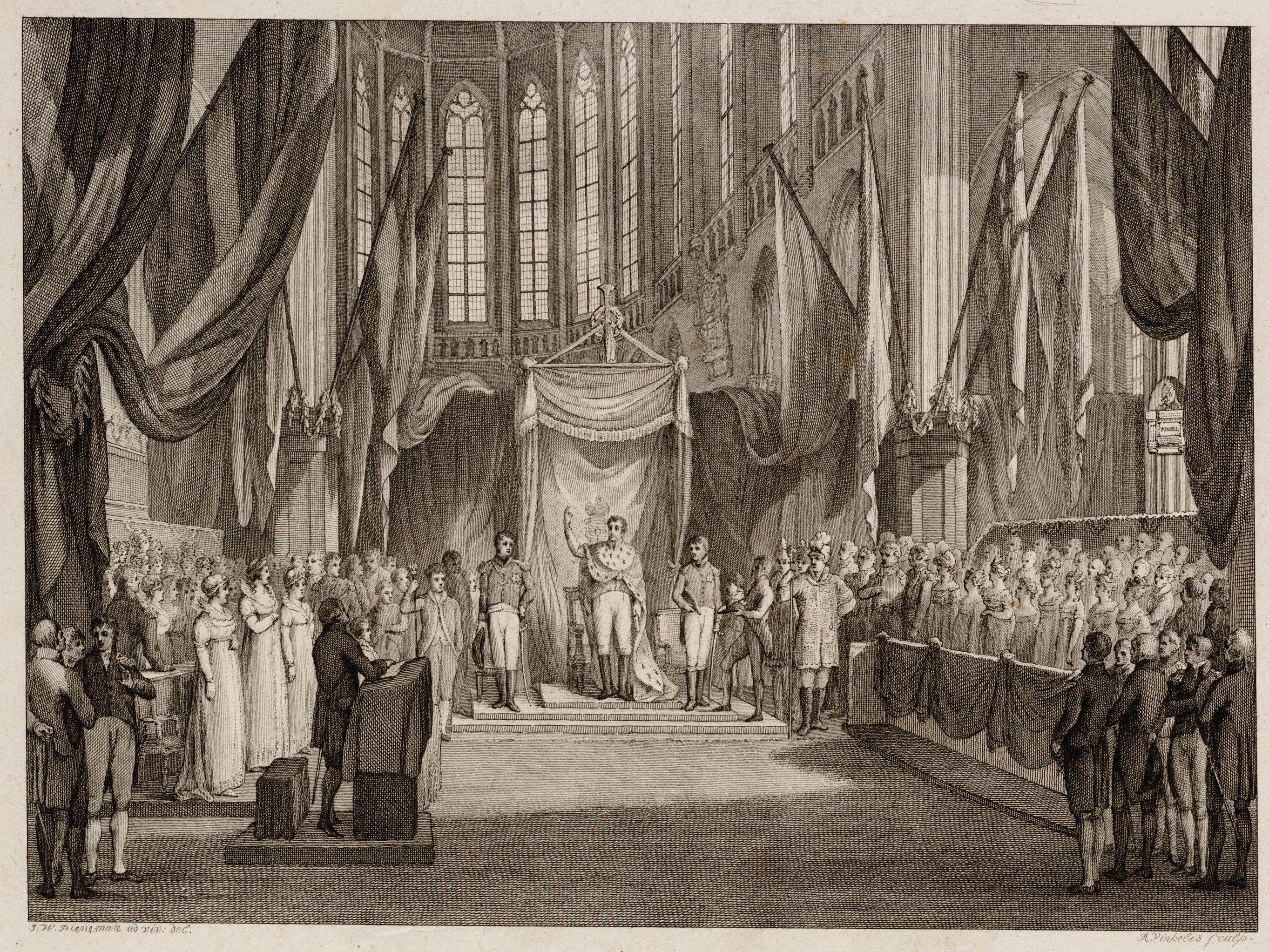
تنصيب وليام الأول، 30 مارس 1814

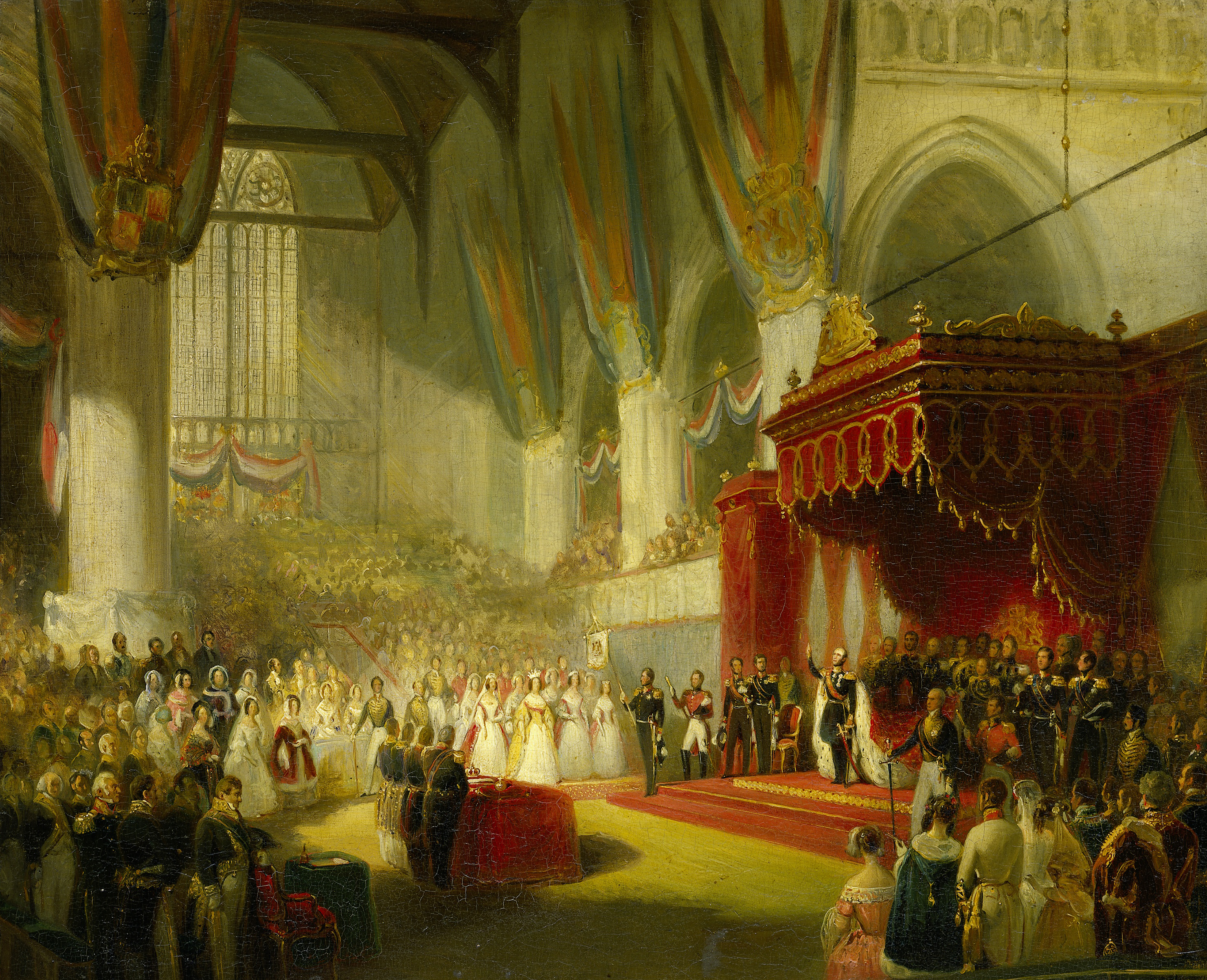
تنصيب فيليم الثاني، 28 نوفمبر 1840

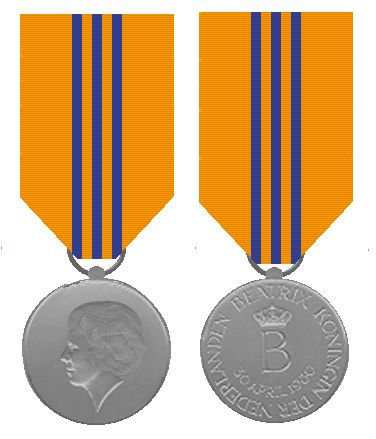
ميدالية ذكرى لتنصيب لملكة بياتريكس في عام 1980

تنصيب  (inhuldiging) ملك هولندا هو تتويج احتفال رسمي، والذي يصعد فيه العاهل الجديد إلى العرش، ويقسم اليمين على دستور هولندا، ويتلقى التكريم من برلمان هولندا.